# Viol en France
Pour un article plus général, voir Viol.
En droit français, le viol est un crime défini par l'article 222-23 du code pénal. Constitue un viol « Tout acte de pénétration sexuelle, de quelque nature qu'il soit, ou tout acte bucco-génital commis sur la personne d'autrui ou sur la personne de l'auteur par violence, contrainte, menace ou surprise ». Il faut donc distinguer le viol ainsi défini (qui constitue un crime) des « autres agressions sexuelles » définies par l'article 222-22 (qui constituent des délits). Ce crime est passible de 15 ans de réclusion criminelle.  
7 % des femmes déclarent avoir été violées « une fois » au cours de leur vie, mais 5 % l’ont été « plusieurs » ou « de nombreuses » fois. En 2021, selon le ministère de l'Intérieur, 34 300 viols ont été enregistrés en France, un chiffre en hausse de 32 % par rapport à l'année 2020. Ce chiffre est en constante hausse depuis de nombreuses années.  
La complexité du système judiciaire[réf. souhaitée], les refus d'enregistrement de plainte par la police, l'insuffisance des moyens des cours d'assises, la diversité de traitement selon le département des cours d'assises, le souhait d'éviter à la victime une enquête de proximité ou une confrontation avec l'agresseur, ainsi que le manque de preuves dans ce type d'affaires ont contribué à la requalification d'une grande partie des infractions en agressions sexuelles (délit), jugées par les tribunaux correctionnels et non par les cours d'assises. Après l'expérimentation lancée en 2019, et depuis le 1er janvier 2023, ces crimes sont jugés par des cours criminelles, composées de cinq magistrats professionnels statuant sans jury, censées pallier ce défaut.

## Aspects sociaux

### Ampleur et statistiques

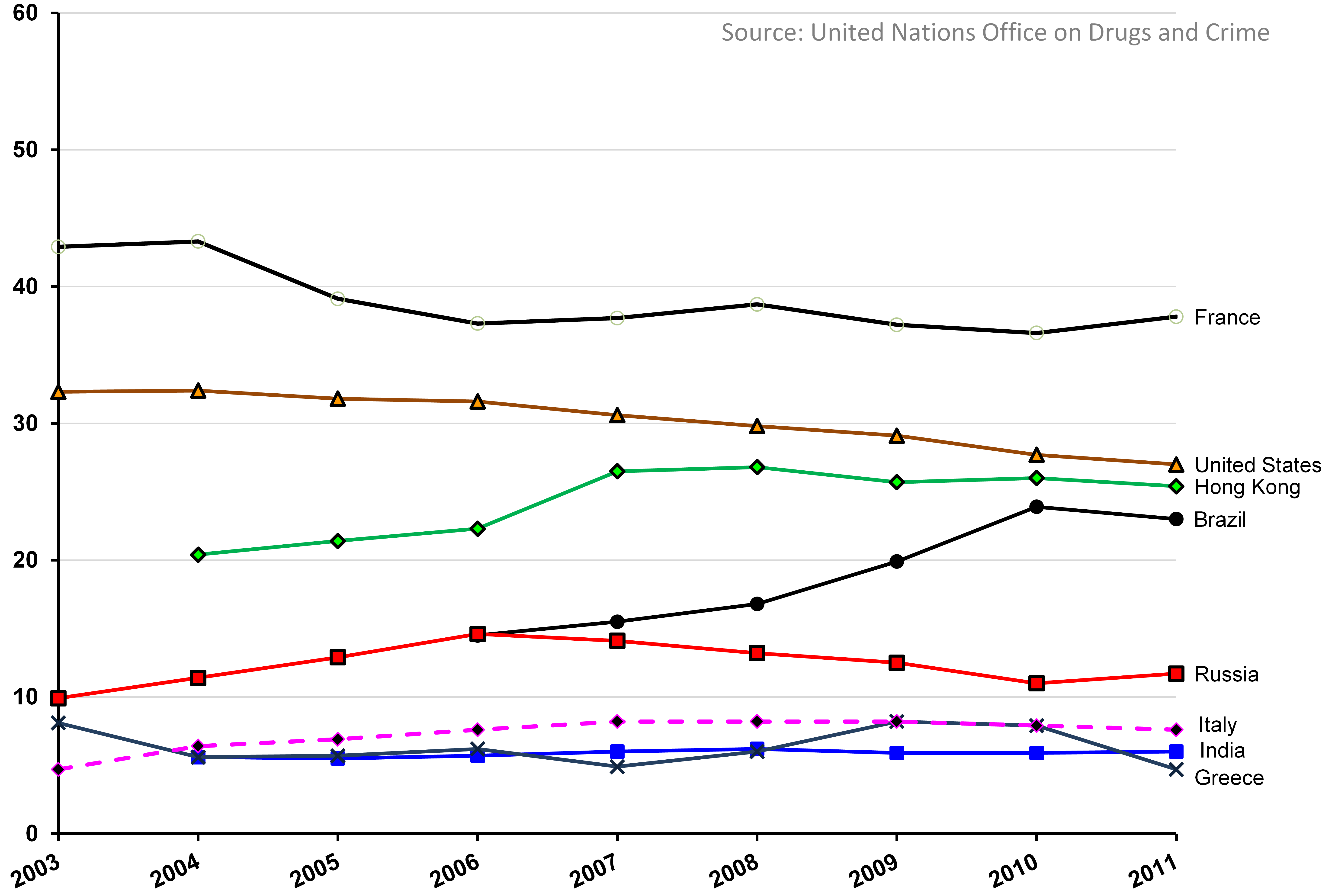
Viols et toutes les formes d'agressions sexuelles pour 100000 habitants (source : ONU).

En France comme partout dans le monde, le nombre de victimes et leur répartition est estimé mais reste approximatif, les victimes révélant peu ces crimes. Elles peuvent même développer une culpabilité d'avoir été moins fortes que l'agresseur, ce qui réduit leur propension à en parler. Les statistiques de victimisation reportent pour l'année 2006 un nombre de 198 000 femmes et 46 000 hommes ayant déclaré avoir été victimes d’au moins un acte de violence sexuelle dans la seule année de 2009.
Le nombre de plaintes pour viol, lui, a augmenté de 40 % entre 2007 et 2016, pour atteindre 14 130 cas, tandis que sur la même période, le nombre de condamnations reculait de 40 % aussi, passant de 1 652 condamnations par les cours d’assises, dont 1 350 pour viol aggravé en 2007 à 1 003 condamnations, dont 851 pour viol aggravé en 2016.
- Concernant les femmes victimes de viols : Des données chiffrées sont disponibles depuis la première enquête nationale menée en 2000 : L'enquête nationale sur les violences envers les femmes en France (Enveff)[7]. Selon un rapport d'Amnesty International publié en 2007, 50 000 à 90 000 femmes ont été violées en France en 1999 et, selon l'Observatoire national de la délinquance et des réponses pénales (ONDRP), entre 50 000 et 75 000 femmes en 2012. L’enquête VIRAGE conclut que 3,72% des femmes ont vécu au  moins un viol ou une tentative de viol au cours de leur vie[8].
- Concernant les hommes victimes de viols : Contrairement au Canada où le viol sur les hommes et les garçons fait l'objet d'une ample communication de la part de l'État[9],[10], les statistiques, études et plaquettes informatives spécifiquement dédiées aux hommes victimes de viol restent très peu nombreuses en France, voire totalement absente concernant toute communication spécifiquement orientée vers les victimes hommes. Les chiffres officiels de 2006 font état de 5 % de la population française masculine ayant déclaré avoir subi des rapports sexuels forcés ou des tentatives de rapports forcés au cours de leur vie, ce qui porterait le nombre de victimes hommes à plus de 1,6 million. Les mêmes études reportent que 46 000 hommes ont déclaré avoir été victimes d’au moins un acte de violence sexuelle dans la seule année de 2009[5]. Depuis le 3 août 2018, dans la définition française, les hommes forcés à pénétrer leur agresseur sont considérés comme victimes de viol[11].

Selon les statistiques de la permanence téléphonique nationale Viols Femmes Informations :
- 74 % des viols sont commis par une personne connue de la victime ;
- 25 % des viols sont commis par un membre de la famille ;
- 57 % des viols sont commis sur des personnes mineures (filles et garçons) ;
- 67 % des viols ont lieu au domicile (de la victime ou de l'agresseur) ;
- 45 % des viols sont commis de jour.

Les statistiques 2010-2012 du haut conseil à l'égalité entre les femmes et les hommes ne sont pas très éloignées de ces dernières.
Selon Marlène Schiappa, qui cite une enquête d'Amnesty International, 90 % des violeurs ne présentent aucune pathologie mentale,. 90 % des condamnés viennent des classes populaires. Les viols collectifs (qui incluent les « tournantes ») représentent 10 % du total selon le docteur Emmanuelle Piet, du Collectif féministe contre le viol,.
Les statistiques du ministère de la Justice ne sont pas révélatrices de l'ampleur du phénomène, puisqu'elles ne prennent en compte que les viols faisant l'objet d'un procès sous cette qualification. Il arrive aussi que la justice qualifie un viol, qui est un crime, comme délit d'« agression sexuelle » afin qu'il soit jugé en correctionnelle donc sans jury, et non devant les assises pour des raisons de coût, de manque de place en prison ou parce que la preuve est plus facile à apporter, ce qu'on appelle une correctionnalisation. Or seul 1 viol sur 11 fait l'objet d'une plainte (ENVEFF). Le nombre de plaintes pour viol est en constante augmentation ; il a plus que doublé entre 1985 et 1995, puis à nouveau entre 2011 et 2019. Cette évolution est attribuée, selon certains, à une augmentation des faits commis, tandis que, pour d'autres, elle révèle plutôt que les femmes portent plainte de plus en plus souvent.[réf. nécessaire]
L'Observatoire national de la délinquance et des réponses pénales (ONDRP) publie une étude concernant Paris en 2013 et 2014, et regroupant les informations recueillies par la Préfecture de Police de Paris, parmi lesquelles le fait que les violeurs sont de nationalité étrangère pour 52 % d'entre eux, sans emploi pour 44 % et près de la moitié d’entre eux (48 % ) étaient connus de la police, dont 20 % pour des infractions sexuelles,. Néanmoins, cette étude présente des biais méthodologiques, l'ONDRP affirme elle-même qu'elle ne devrait donc pas être utilisée comme une généralité statistique et en particulier que son étude n'est pas représentative de l'ensemble des victimes de viol. Elle n'est constituée que des seuls viols déclarés aux autorités (soit à peine 10 % du total selon les estimations), avant que la personne accusée ne soit jugée, et en excluant les viols sur mineurs,.

### Prise en charge des victimes
Le Collectif féministe contre le viol tient depuis 1986 une permanence téléphonique nommée Viol Femmes Info, qui permet aux victimes d'appréhender le vocabulaire juridique associé aux agressions subies, et de recevoir des informations quant à des structures d'aide à proximité de chez elles.

### Profil sociologique des accusés de viol en cour d'assises
Dans les cours d'assises, on constate une très large surreprésentation des accusés issus de milieux populaires, et une sous-représentation des accusés issus de milieux favorisés. Dans une recherche auprès de trois cours d'assises sur une période de 10 ans dans les années 2000, on constate que sur 488 auteurs jugés :
- 62 % avaient un parent ouvrier ou employé
- 24 % avaient un parent artisan, commerçant ou agriculteur (occupant dans les trois cas des fonctions peu qualifiées et faiblement rémunérées)
- 12 % avaient un parent dont le métier peut être assimilé à un statut de cadre[15].

En considérant la situation professionnelle des auteurs au moment des faits, dont 41 % étaient des chômeurs, des invalides, des titulaires de minima sociaux ou encore des précaires alternant des périodes de travail au noir, des petits emplois non qualifiés et des temps d’inactivité ; finalement dans cette recherche, plus de 90 % des personnes jugées appartiennent aux milieux populaires. De plus, 20 % des auteurs étaient totalement marginalisés au moment des faits (étrangers sans-papiers ou SDF).

## Répression pénale
Le viol est puni de la peine maximale de 15 ans de réclusion criminelle, pouvant être accompagnée d'une surveillance de sûreté et d'un suivi socio-judiciaire (articles 131-36-1 et suivants du code pénal) pouvant comprendre une injonction de soins.

### Historique
En 1791, le viol est inscrit dans le Code pénal. Non défini, il est puni de dix ans de fers et de douze dans le cas où la victime est mineure de 14 ans ou si le coupable a des complices. En 1810, il est inscrit dans le Code pénal napoléonien, et défini comme « tout autre attentat à la pudeur consommé ou attenté avec violence contre des individus de l'un ou de l'autre sexe ». Il est puni de cinq à dix ans de réclusion, et de travaux forcés si la victime a moins de 15 ans. En 1832, le viol est distingué de l'attentat à la pudeur. En 1857, la Cour de cassation donne dans l'arrêt Dubas la première définition juridique du viol : « le fait d'abuser d'une personne contre sa volonté... ».
La législation évolue à la suite du viol collectif subi par deux jeunes touristes belges,,,, Anne Tonglet et Araceli Castellano, agressées à Marseille par trois personnes en août 1974. Leurs agresseurs ont nié les viols, affirmant que leurs victimes étaient consentantes, ce qui conduit le parquet à ne les poursuivre que pour coups et blessures. Grâce à l'aide de leur avocate, la militante féministe Gisèle Halimi, qui avait assuré la défense d'une adolescente poursuivie pour un avortement consécutif à un viol en 1972, le tribunal de Marseille se déclare incompétent, ce qui permet le renvoi de l'affaire en cour d'assises. Le 3 mai 1978, l'un des trois violeurs est condamné à six années de réclusion criminelle, les deux autres à quatre années. Cette affaire fait jurisprudence et conduit en décembre 1980 à réviser la loi pour faire du viol un crime puni de 15 ans de réclusion criminelle,, ainsi qu'à élargir la définition du viol à tout acte de pénétration (ouvrant la voie à la reconnaissance du viol des hommes). Avant cela, les viols étaient systématiquement correctionnalisés, sauf s'ils étaient suivis du meurtre de la victime.
Une réforme d’ampleur du Code pénal a lieu en 1992, un nouveau code remplaçant celui de 1810. Les menaces sont ajoutées à la définition du viol, entendues comme un moyen dont s'est servi le coupable. Le viol est puni de quinze années de réclusion criminelle, portées à vingt années dans certaines circonstances aggravantes.
En outre, la reconnaissance du viol entre époux s’est effectuée progressivement entre 1990 et 2010. Du devoir de cohabitation entre époux résultant de l’article 215 du Code civil, la jurisprudence et la doctrine excluaient la possibilité de viol entre époux. La jurisprudence de la chambre criminelle de la Cour de cassation, se fondant sur la redéfinition du viol de 1980, admet progressivement la possibilité d’un tel viol entre époux. Un arrêt du 11 juin 1992, en particulier, statue que « la présomption de consentement des époux aux actes sexuels accomplis dans l'intimité de la vie conjugale ne valent que jusqu'à preuve du contraire »,. Une loi de 2006 codifie cette jurisprudence insérant explicitement dans le code pénal l’existence d’une présomption réfragable de consentement aux actes sexuels entre époux, et aggrave la répression du viol commis dans un couple marié ou lié par un pacte civil de solidarité, de quinze à vingt années de réclusion criminelle — lorsque ce viol est prouvé. Finalement, une loi de 2010 supprime du code pénal la présomption, et mentionne explicitement que le viol peut être reconnu y compris si l’auteur et la victime sont unis par les liens du mariage.
En 2010, il y a eu 1 356 condamnations pour viols et 8 235 condamnations pour atteintes sexuelles. Les condamnations pour viol représentent, en 2010, 50,1 % des 2 706 condamnations prononcées pour crime. Dans 98 % des cas pour ces crimes, la peine privative de liberté est la règle. Les peines sont en moyenne de 8,9 années (perpétuité exclue)[réf. souhaitée].
En 2019, la Loi de programmation 2018-2022 et de réforme pour la justice motive une expérimentation dans 15 départements de cours criminelles, composées de cinq magistrats professionnels statuant sans la présence du jury, censées pallier ce défaut. Le 1er janvier 2023, ce fonctionnement est entériné et généralisé.

### Éléments constitutifs
L’article 222-23 du Code pénal dispose que : « Tout acte de pénétration sexuelle, de quelque nature qu’il soit, ou tout acte bucco-génital commis sur la personne d'autrui ou sur la personne de l'auteur, par violence, contrainte, menace ou surprise, est un viol ».
Le projet de loi mené par Marlène Schiappa et adopté le 1er août 2018 a permis d'inclure dans la définition juridique du viol le cas des hommes et des garçons ayant subi des fellations forcées, ou ayant été contraints de pénétrer l'auteur du viol. L'article 222-23 du Code Pénal a ainsi été modifié : « Tout acte de pénétration sexuelle, de quelque nature qu'il soit, ou tout acte bucco-génital commis sur la personne d'autrui ou sur la personne de l'auteur par violence, contrainte, menace ou surprise est un viol. »,. 
La loi n°2021-478 du 21 avril 2021 - article 9 a permis d'inclure dans la définition juridique du viol le cas des personnes ayant subi des actes bucco-génitaux ou ayant été contraint d'en faire à l'auteur du viol. L'article 222-23 du Code Pénal a ainsi été modifié : « Tout acte de pénétration sexuelle, de quelque nature qu'il soit, ou tout acte bucco-génital commis sur la personne d'autrui ou sur la personne de l'auteur par violence, contrainte, menace ou surprise est un viol. »,

#### Pénétration sexuelle
La pénétration sexuelle est ici classiquement considérée comme l'introduction d'un sexe (pénis) dans le corps d'autrui (vagin, bouche, anus) ou comme l'introduction d'une chose quelconque (doigt, objet) dans le sexe d'autrui (vagin ou anus). Tout acte à caractère sexuel commis sans pénétration est qualifié d'« agression sexuelle ».
La Cour de cassation n'a pu s'éloigner de la rigueur de cette conception, considérant comme sexuelles des pénétrations qui, bien que n'impliquant aucun sexe, avaient une connotation sexuelle (introduction par une mère de doigts et de carottes dans l'anus de sa fille à fins d'initiation sexuelle ; introduction par une femme d'un manche de pioche couvert d'un préservatif dans l'anus d'un homme). Néanmoins, elle semble avoir depuis rejeté le critère de la connotation sexuelle pour revenir à la conception classique de la pénétration sexuelle (n'a ainsi pas commis de viol le médecin ayant contraint trois de ses patientes à introduire dans leur bouche un objet de forme phallique recouvert d'un préservatif et fait accomplir avec ce dernier des mouvements de va-et-vient).

#### Sur la personne d'autrui ou sur la personne de l'auteur
L'acte de pénétration doit avoir été « commis sur la personne d'autrui ou sur la personne de l'auteur », quels que soient l'âge, le sexe ou le lien de parenté entre la victime et l'agresseur,.

#### Absence du consentement de la victime
La victime doit avoir subi l'acte par :
- la violence ;
- la menace ;
- la contrainte, qu'elle soit physique ou morale (menace d'être abandonnée dans la nuit et le froid, loin de toute habitation[45] ; emprise morale quotidienne du père sur ses enfants[46]), ou ;
- la surprise, qui résulte d'une erreur ayant vicié son consentement (faux diagnostic d'un médecin permettant de procéder à un toucher vaginal non justifié[47] ; introduction dans le lit conjugal par un homme se faisant passer pour l'époux absent auprès de l'épouse endormie[48]) ou de son incapacité à comprendre, du fait de son très jeune âge, la nature et la gravité des actes dont elle est l'objet[49] (l'étendue de son discernement étant évaluée au cas par cas et non systématiquement déduit de son âge[50]).

Fin 2023, une majorité des pays d'Europe cherche à adopter une conception plus large, excluant la nécessité pour la victime de prouver qu'elle a été la cible de violence, menace, contrainte ou de surprise, mais la France fait partie de la minorité de pays qui s'y oppose.

#### Conscience de l'absence de consentement
L'auteur de l'acte doit avoir eu conscience que sa victime n'y était pas consentante. Cette conscience peut être établie quand bien même la victime, passive, ne s'est pas opposée à l'auteur ou, s'y opposant, s'est laissé embrasser.

#### Cas d'un mineur de quinze ans
Depuis la loi n°2021-478 du 21 avril 2021, si la différence d'âge est de plus de cinq ans, ou s'il y a eu rémunération ou avantage en nature, toute pénétration sexuelle ou acte bucco-génital n'est plus considérée comme une simple atteinte sexuelle mais comme un viol puni de vingt ans de réclusion criminelle.
En 2018, la définition du viol est modifiée et la prescription est allongée à trente ans.

### Circonstances aggravantes
Le viol est puni de 20 ans de réclusion criminelle (article 222-24 du Code pénal) :
1. en ayant entraîné une mutilation ou une infirmité permanente ;
2. sur un mineur de quinze ans ;
3. sur une personne dont la particulière vulnérabilité, due à son âge, à une maladie, à une infirmité, à une déficience physique ou psychique ou à un état de grossesse, est apparente ou connue de l'auteur ;
4. par un ascendant ou par toute autre personne ayant sur la victime une autorité de droit ou de fait ;
5. par une personne qui abuse de l'autorité que lui confèrent ses fonctions ;
6. par plusieurs personnes agissant en qualité d'auteur ou de complice ;
7. avec usage ou menace d'une arme ;
8. sur une victime qui a été mise en contact avec l'auteur des faits grâce à l'utilisation, pour la diffusion de messages à destination d'un public non déterminé, d'un réseau de communication électronique ;
9. (abrogé) ;
10. en concours avec un ou plusieurs autres viols commis sur d'autres victimes ;
11. par le conjoint ou le concubin de la victime ou le partenaire lié à la victime par un pacte civil de solidarité ;
12. par une personne agissant en état d'ivresse manifeste ou sous l'emprise manifeste de produits stupéfiants ;
13. dans l'exercice de cette activité, sur une personne qui se livre à la prostitution, y compris de façon occasionnelle.

Il est puni de 30 ans de réclusion criminelle lorsqu'il a entraîné la mort de la victime (article 222-25).
Il est puni de la réclusion criminelle à perpétuité lorsqu'il est précédé, accompagné ou suivi de tortures ou d'actes de barbarie (article 222-26).
Ces peines théoriques peuvent néanmoins être réduites par la cour d'assises, qui peut prononcer une peine comprise entre une année d'emprisonnement et la peine maximale encourue. La cour d'assises, pour la détermination de la peine, peut tenir compte de l'âge de l’accusé, de son état psychologique ou psychiatrique au moment des faits, du comportement de la victime, de l'ancienneté des faits, des circonstances de la commission du viol, du nombre de faits reprochés, de leur durée, de l'âge de la victime, du retentissement et de l'impact psychologique du viol sur la victime, etc.

### Tentative, complicité et intervention d'un tiers
En tant que crime, la tentative et la complicité de viol sont punies des mêmes peines que celles prévues pour la commission d'un viol.
La loi no 2013-711 du 5 août 2013 a créé une nouvelle infraction disposant, à l'article 222-22-2, qu'est puni des mêmes peines prévues en cas d'atteinte sexuelle « le fait de contraindre une personne par la violence, la menace ou la surprise à subir une atteinte sexuelle de la part d'un tiers ». L'atteinte sexuelle et la contrainte sont ainsi punies de la même peine. Contrairement à la complicité de viol, cette nouvelle infraction n'exige pas qu'un tiers ait eu conscience de la contrainte exercée sur la victime.

### Délai de prescription
En France, le délai de prescription est de 20 ans. Pour les viols ayant été commis sur des mineurs, le délai de prescription est de 30 ans à partir de la majorité de l'enfant.

### Correctionnalisation
Une part importante des viols échappent à un jugement pénal du fait de la pratique bien ancrée de la correctionnalisation, qui consiste à poursuivre les viols non pas en cour d'assises, où sont jugés les crimes, mais par en tribunal correctionnel, comme des délits. Cette correctionnalisation se fait au moyen d'un abandon d'une partie des charges. Les chiffres exacts sont difficiles à connaitre, mais selon différentes estimations, cela concernerait plus  de la moitié des affaires de viol. En 2010, une étude sur le tribunal de Bobigny faisait état d'un chiffre compris entre la moitié et les deux-tiers des affaires ; en 2017, 60 à 80 % des affaires de viol poursuivies auraient été dans ce cas. Le ministère de la Justice justifie cette pratique pour lutter contre l’encombrement des assises,, et la mesure est généralement présentée aux victimes comme leur permettant  une condamnation plus « rapide, certaine et sévère », assertions restant à prouver.
Les conséquences de cette correctionnalisation sont à la fois psychologiques, avec une victime qui doit participer au déni de réalité de la violence subie, et financière, puisque qu'elle entraine la perte de la possibilité de l'aide judiciaire, et des indemnités éventuelles moindres. Du côté de l'auteur, qui n'est pas mis en face de ses responsabilités, la récidive est moins coûteuse, et globalement ce mécanisme ne permet pas à la société de prendre connaissance de l'ampleur du phénomène.

### Enregistrement en main courante
Pour ceux signalés aux forces de l'ordre, les viols ne donnent pas systématiquement lieu à un dépôt de plainte, soit du fait du refus de la victime, soit de celui de la police. Ainsi, une étude menée en 2018 au sein du service de police judiciaire d’une grande agglomération a révélé que la moitié des mains courantes enregistrées, qui représentent 8 % des plaintes, le sont en raison du refus des victimes, l'autre moitié résultant de l'appréciation des policiers qui cherchent à évaluer en amont la possibilité d'une sanction pénale, et négocient l'absence de dépôt de plainte, en particulier lorsque victime et auteur se connaissent, ou lorsqu'ils estiment que la victime n'a pas marqué son désaccord de façon assez ferme et continue.

### Viol conjugal
La loi no 2006-399 du 4 avril 2006 est venue explicitement préciser (à l'article 222-22) qu'une agression sexuelle, dont le viol, pouvait être commise « quelle que soit la nature des relations existant entre l'agresseur et sa victime, y compris s'ils sont unis par les liens du mariage » et que « la présomption de consentement des époux à l'acte sexuel », qui était alors acceptée, n'était qu'une présomption simple, susceptible d'être contredite. De plus, elle créa une nouvelle circonstance aggravante du viol, lorsque l'agresseur et la victime sont unis civilement.
La loi no 2010-769 du 9 juillet 2010 abroge définitivement la présomption de consentement des époux à l'acte sexuel.

### Viol d'enfants
En droit français, le terme de « pédophilie » n'apparaît pas dans les codes ni règlements du droit et de la justice : les termes utilisés pour décrire l'infraction de relation sexuelle entre un majeur et un enfant sont « atteinte sexuelle sur mineur », « agression sexuelle » ou « viol ». Il existe aussi des infractions de « corruption de mineur » pour l'incitation de mineur à des actes sexuels. En dessous de l'âge de la majorité sexuelle l'infraction est automatique. Au-dessus de 15 ans et en dessous de 18 ans, le juge décide si le mineur est en mesure de donner son consentement. L'âge de la majorité sexuelle a évolué à travers le temps : 11 ans en 1832, 13 ans en 1863, 15 ans en 1945.

## Actions lancées contre le viol

### Contre le viol envers les femmes
Trois associations, Le Collectif Féministe Contre le Viol, Mix-Cité et Osez le féminisme !, engagent, en novembre 2010, la campagne La honte doit changer de camp !. Les hommes et les femmes sont invités à signer un manifeste contre le viol. Pour Samira Ouardi, porte-parole de Mix-Cité, ce manifeste a pour objectif de « donner la parole à celles qui d’ordinaire ne la prennent pas ». Béatrice Gamba, elle aussi une membre de Mix-Cité, indique : « Cela peut arriver à n’importe quelle femme. À son travail, dans son immeuble, chez elle… Cela concerne tous les âges, toutes les classes sociales, toutes les cultures ». L'image de la campagne montre une image choquante, une femme avec une main sur sa bouche et l'autre sur son entrejambe. Béatrice Gamba commente cette affiche : « Le viol, c’est ça. On ne peut pas adoucir cette réalité. Notre message, c’est ça suffit ! Le corps des femmes n’est pas en libre service. Leur désir doit être respecté au même titre que celui des hommes. C’est primordial ».

### Recensement des manquements constatés
Lors d'une procédure judiciaire, une enquête d'environnement est plus courante sur la victime que sur les personnes accusées. Concernant le cas particulier de l'expertise psychologique, elle est systématiquement effectuée sur la victime alors que c'est plus rare sur les personnes accusées. Les incohérences ou les mensonges ont aussi tendance à jouer en défaveur de la victime. Il est courant que l'enquête s'intéresse au comportement, à la vie et à la moralité de la victime. La moitié des victimes de viols arrivant aux unités médico-judiciaires ont subi l'agression dans un contexte d'alcoolisation, ce qui constitue une circonstance aggravante, mais cela joue souvent contre elles du fait de l'incohérence des déclarations des victimes. Les experts de psychotraumatismes ne sont pas réellement experts bien que leur avis pèse dans les décisions.